# Valarsapate
Valarsapate (em armênio: Վաղարշապատ; romaniz.: Vałaršapat pronúncia [vɑʁɑɾʃɑˈpɑt]) é a quarta maior cidade da Armênia e a maior cidade de Armavir, localizada a aproximadamente 18 quilômetros a oeste da capital Erevã, e 10 ao norte da fronteira entre a Armênia e a Turquia. A cidade foi chamada Ejemiazim (em armênio: Էջմիածին; romaniz.: Eǰmiatsin; pronúncia [ɛt͡ʃʰmjɑˈt͡sin]) entre 1945 e 1995, um nome ainda usado coloquial e casualmente na burocracia. Um dos pontos mais notáveis da cidade é a Catedral de Echemiazim, que serviu como sede do primaz da Igreja Apostólica Armênia entre os séculos IV e VI. Por isto, Valarsapate é conhecida como a cidade santa (սուրբ քաղաք) dos armênios.

## Nome
De acordo com Moisés de Corene, a cidade originalmente foi referida como Artimede (em armênio: Արտիմէդ; romaniz.: Artimed), o que indica uma relação com a deusa Ártemis (armênia Anaíte). Depois, foi refundada como Vardeguessavão (Վարդգէսաւան, Vardgēsawan, lit. "Cidade de Vardegues") no reinado de Orontes I, o Vida Curta. Mais adiante, foi chamada Valarxavão (Vałaršawan; lit. "Cidade de Vologases"), em referência ao refundador Vologases I (r. 117–140). Ainda segundo Moisés, Vologases a circundaria com uma muralha e a rebatizaria como Valarsapate (Vałaršapat), "Cercada por Vologases". Nessa etimologia, Moisés derivou o nome da cidade de patel, "cercar", quando, na verdade, o topônimo está ligado a -apat, "habitada". Logo, o nome significa "Habitada por Vologases".
Outro nome comum do assentamento na Antiguidade era Nova Pólis (em grego: Καινή Πόλις; romaniz.: Kainḗ Pólis; em armênio: Նոր Քաղաք; romaniz.: Nor Kʼałakʼ), como registrado por Agatângelo e Moisés de Corene. Ejemiazim / Echemiazim (em armênio: Էջմիածին; romaniz.: Eǰmiatsin; pronúncia [ɛt͡ʃʰmjɑˈt͡sin]) significa literalmente "a descida do Unigênito" ou "o Unigênito desceu" (de echichnel, "a descida", e miatsin, "o Unigênito"), referindo-se a como São Gregório, o Iluminador teve uma visão de Jesus (o Filho Unigênito de Deus) descendo ao local e marcando onde Gregório deveria erguer igrejas.